# Only Theatre of Pain
Only Theatre of Pain è l'album di debutto del gruppo statunitense goth rock Christian Death, pubblicato dalla Frontier Records nel 1982.

## Tracce
1. Cavity - First Communion (Rozz Williams, Rikk Agnew) – 4:06
2. Figurative Theatre (Williams) – 2:41
3. Burnt Offerings (Williams, Agnew) – 3:43
4. Mysterium Iniquitatis (Williams, Agnew) – 2:46
5. Dream for Mother (Williams, Agnew, James McGearty) – 3:21
6. Stairs - Uncertain Journey (Williams, McGearty) – 3:06
7. Spiritual Cramp (Williams) – 2:55
8. Romeo's Distress (Williams, Agnew) – 3:15
9. Resurrection - Sixth Communion (Williams, Agnew) – 3:45
10. Prayer (Williams, Agnew) – 2:41

Tracce bonus versione CD
1. Deathwish
2. Romeo's Distress (Demo)
3. Dogs
4. Desperate Hell
5. Spiritual Cramp (Demo)
6. Cavity (Demo)

## Formazione
- Rozz Williams - voce
- James McGearty - basso
- Rikk Agnew - chitarra, tastiere
- George Belanger - batteria
- Eva O - cori
- Ron Athey - cori, effetti sonori traccia 10